# علم الأحياء البحرية
علم الأحياء البحرية (بالإنجليزية: Marine biology) أو علم المحيطات البيولوجية أو علم البيئة البحري هو أحد العلوم التي تدرس حال الكائنات الحية في المحيطات أو المسطحات البحرية الأخرى. حيث تعيش معظم الكائنات الحية البحرية في البحر والبعض الأخر على الأرض، تصنف فيهما الأنواع على أساس البيئة بدلا من التركيز على التصنيف. وتختلف البيولوجيا البحرية عن البيئة البحرية حيث تهتم البيولوجبا البحرية على كيفية تفاعل الكائنات الحية مع البيئة. وتساعد على تحديد طبيعة كوكبنا بالإضافة إلى أنها تسهم إلى حد كبير في دورة الأكسجين، وتشارك في تنظيم مناخ الأرض.
يعتبر الشاطئ جزء من أجزاء الحياة البحرية، حيث يضم أيضا جزء من الحياة البيولوجية البحرية التي تشمل الكثير، من المجهريات، بما في ذلك معظم العوالق النباتية والعوالق الحيوانية. أظهر إنشاء المحميات البحرية نتائج طويلة الأمد وغالباً ما ساهم في زيادة سريعة في وفرة وتنوع وإنتاجية الكائنات البحرية. وفي وقت تبدو منافع الحماية جلية بالنسبة إلى الكائنات الحية التي تقضي جل وقتها داخل البيئة البحرية، حيث يمكن ان توفر الحماية للأنواع المهاجرة في حال حمايتها في مراحل ضعفها، ولا سيما حماية مواقع تكاثرها وحضنها. وتعرف البيئة البحرية بالمساحة المائية الشاسعة التي تتميز بزيادة كبيرة في نسبة المواد الصلبة الذائبة فيها عن نسبتها في المياه العذبة وتشمل كائنات حية نباتية وحيوانية ومكونات غير حية وتوجد بين مكونات البيئة علاقات تعمل على اتزانها. تشمل أعداد هائلة من الكائنات الحية المتنوعة في أشكالها وألوانها وطرق معيشتها وأنواعها، ويشترك في هذا العدد الهائل من الأحياء المتنوعة مجموعة من الخصائص تعرف بمظاهر الحياة. يرى البعض أن المياه لا تتجاوز كونها أحد المتطلبات الأساسية للحياة الإنسانية.
تهتم غالبية القطاعات بدرجة نقاء المياه واحتمال نقص مواردها. ولكننا نؤمن بأن مياه البحار والمحيطات لا تقل في أهميتها عن مياه الشرب، كونها تشكل جانباً هاماً للحياة الطبيعية بصورة عامة. وتساهم الكائنات البحرية في المحافظة على التوازن البيئي وضمان نقاء البحار وجودة مياهها. وتعتبر مياه المحيطات مصدراً رئيسياً للغذاء والأملاح المعدنية، كما أنها وسيلة هامة للتبادل التجاري والنقل والأنشطة الترفيهية. ويتزايد تحول الإنسان للاعتماد على البحار والمحيطات للحصول على الغذاء الرئيسي من خلال الصيد المباشر أو زراعة الأسماك لاستخدامها في تغذية الحيوانات. ويأتي حوالي 10% من البروتين الذي يستهلكه الإنسان من المحيطات. وتؤكد هذه الحقائق على حتمية العمل على اتخاذ خطوات جادة وسريعة لحماية البيئة والكائنات البحرية من مخاطر التلوث. تعيش كائنات كثيرة في البحر مثل بعض الأنواع الأخرى من الحيوانات التي تعيش في البحر مثل نجمة البحر وقنديل البحر تدعى كذلك بالأسماك ولكنها ليست بالأسماك ولا يحوي جسمها على عظام، وكذلك نوع آخر من الكائنات المائية تعرف بالكائنات الرخوية ذات الصدف مثل المحاريات المختلفة، وهناك القشريات مثل الروبيان والجمبري.
لقد ازداد الاهتمام بالكائنات البحرية وذلك لزيادة الاستفادة منها من الناحية الغذائية أو الطبية وأيضا للاتقاء منشورها. إن للكائنات البحرية تنوع كبير وليس من السهل حصرها أو حتى تصنيفها لان لها خصائص كثيرة وأساليب حياتها متنوعة وكذلك تختلف وظائف أعضائها وطرق تزاوجها وتكاثرها. بعض الكائنات البحرية يستخلص الأوكسجين بواسطة الخياشيم وبعض هذه الحيوانات يتنفس بواسطة الرئة وذلك بصعوده إلى السطح لتجديد الهواء، هناك اسماك تفضل العيش قريبة من السطح أو أعماق متوسطة وهناك اسماك تفضل القاع.

## علم المحيطات البيولوجي

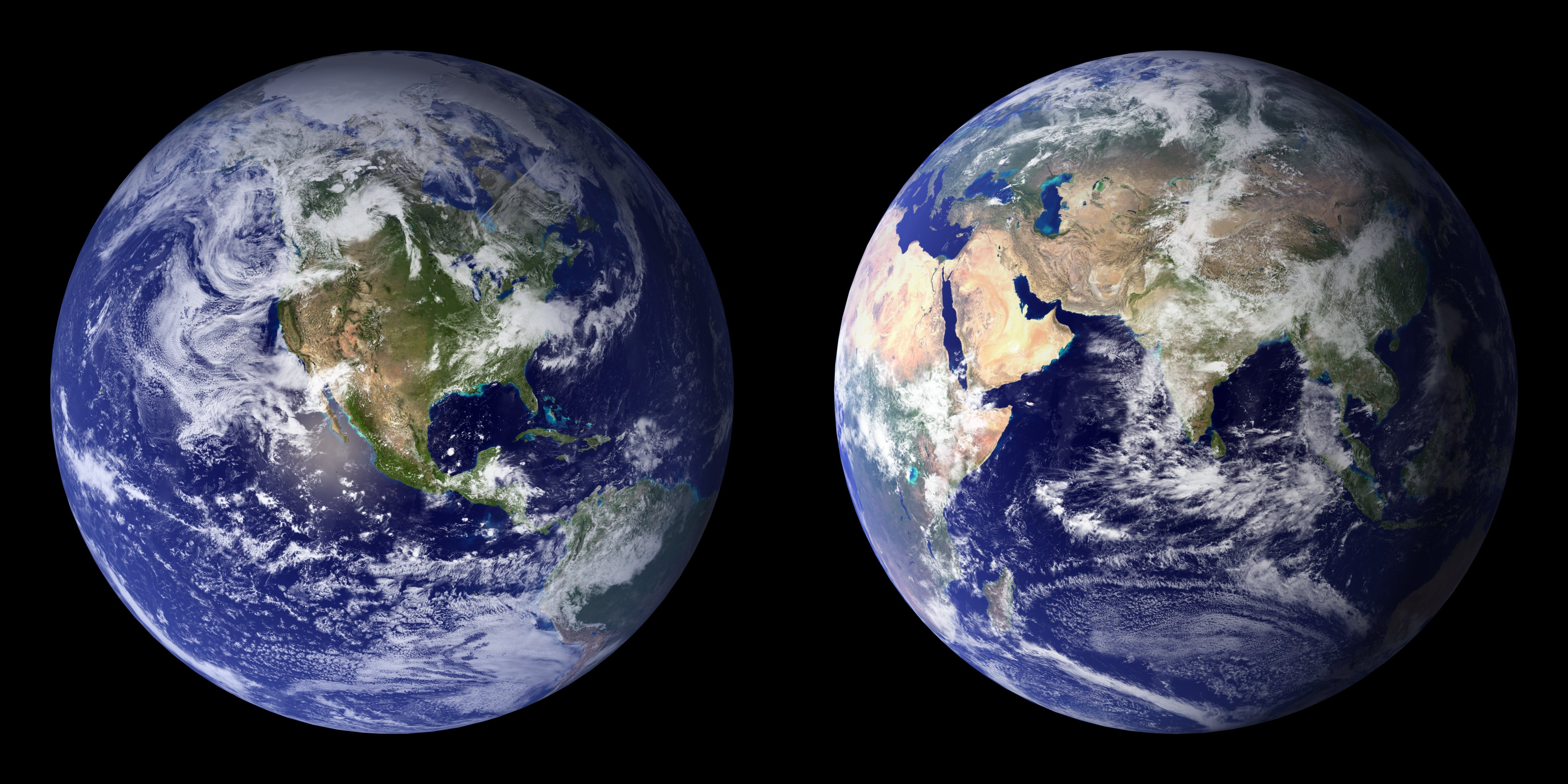
يدرس علم الأحياء البحرية الأنواع التي تعيش في الموائل البحرية. يغطي المحيط معظم سطح الأرض، وهو موطن للحياة البحرية. يبلغ متوسط عمق المحيطات حوالي أربعة كيلومترات وتحدها سواحل تمتد لحوالي 360,000 كيلومتر.

يمكن مقارنة علم الأحياء البحرية بعلم المحيطات البيولوجي. الحياة البحرية هي مجال دراسة في كل من علم الأحياء البحرية وعلم المحيطات البيولوجي. علم المحيطات البيولوجي هو دراسة كيفية تأثير الكائنات الحية وتأثرها بفيزياء وكيمياء وجيولوجيا النظام المحيطي. يركز علم المحيطات البيولوجي في الغالب على الكائنات الحية الدقيقة داخل المحيط؛ بالنظر إلى كيفية تأثرها ببيئتها وكيف يؤثر ذلك على المخلوقات البحرية الأكبر ونظامها البيئي.
يشبه علم المحيطات البيولوجي علم الأحياء البحرية، لكنه يدرس الحياة في المحيط من منظور مختلف. يتخذ علم المحيطات البيولوجي نهجًا من الأسفل إلى الأعلى فيما يتعلق بالشبكة الغذائية، بينما يدرس علم الأحياء البحرية المحيط من منظور من الأعلى إلى الأسفل. يركز علم المحيطات البيولوجي بشكل أساسي على النظام البيئي للمحيط مع التركيز على العوالق: تنوعها (علم التشكل، والمصادر الغذائية، والحركة، والتمثيل الغذائي)؛ وإنتاجيتها وكيف يلعب ذلك دورًا في دورة الكربون العالمية؛ وتوزيعها (الافتراس ودورة الحياة). يبحث علم المحيطات البيولوجي أيضًا في دور الميكروبات في الشبكات الغذائية، وكيف يؤثر البشر على النظم البيئية في المحيطات.

## الموائل البحرية
يمكن تقسيم الموائل البحرية إلى موائل ساحلية وموائل بحر مفتوحة. توجد الموائل الساحلية في المنطقة التي تمتد من الخط الساحلي إلى حافة الرف القاري. توجد معظم أشكال الحياة البحرية في الموائل الساحلية، على الرغم من أن منطقة الرف تحتل سبعة بالمائة فقط من إجمالي مساحة المحيط. توجد موائل المحيط المفتوح في أعماق المحيطات التي تتجاوز حافة الرف القاري. وبدلاً من ذلك، يمكن تقسيم الموائل البحرية إلى موائل البحر المفتوح وما قبل قاعية. توجد الموائل السطحية بالقرب من السطح أو في عمود الماء المفتوح، بعيدًا عن قاع المحيط وتتأثر بالتيارات المحيطية، بينما توجد الموائل ما قبل القاعية بالقرب من القاع أو عليه. يمكن أن تُعدَّل الموائل البحرية بواسطة سكانها. بعض الكائنات البحرية، مثل المرجان وعشب البحر والنجيل البحري، هي مهندسات للنظام البيئي حيث تعيد تشكيل البيئة البحرية إلى درجة أنها تخلق موائل إضافية لكائنات أخرى.

### المياه الداخلية
تصاد الأسماك وموارد الأحياء المائية الأخرى من طائفة عريضة من النظم الايكولوجية للمياه العذبة من بينها البحيرات والمستنقعات، والسهول الفيضية والأنهار والمجاري المائية، ومعظمها مصادر طبيعية. وترتبط حالة واتجاهات النظم الايكولوجية للأحياء المائية ارتباطا وثيقا بالظروف السائدة في النظم الايكولوجية الأرضية المجاورة. غير أن جميع مسطحات المياه الداخلية تقريبا، خضعت لتعديلات إلى حد ما نتيجة للتدخلات البشرية (مثل التأثيرات الإثرائية للأسمدة المفرطة ومخلفات الحيوانات) فضلا عن تحويلها ضمن هياكل المجتمع المحلي المعين التي توجد فيه نتيجة للتنوع البيولوجي – من خلال إدخال الأنواع الجديدة – وتزويدها بالزريعة من آن لآخر. ولذا، فإن من الضروري النظر إلى كل نظام ايكولوجي داخلي للأحياء المائية من حيث مستجمعات المياه والأحواض التي يوجد فيها.

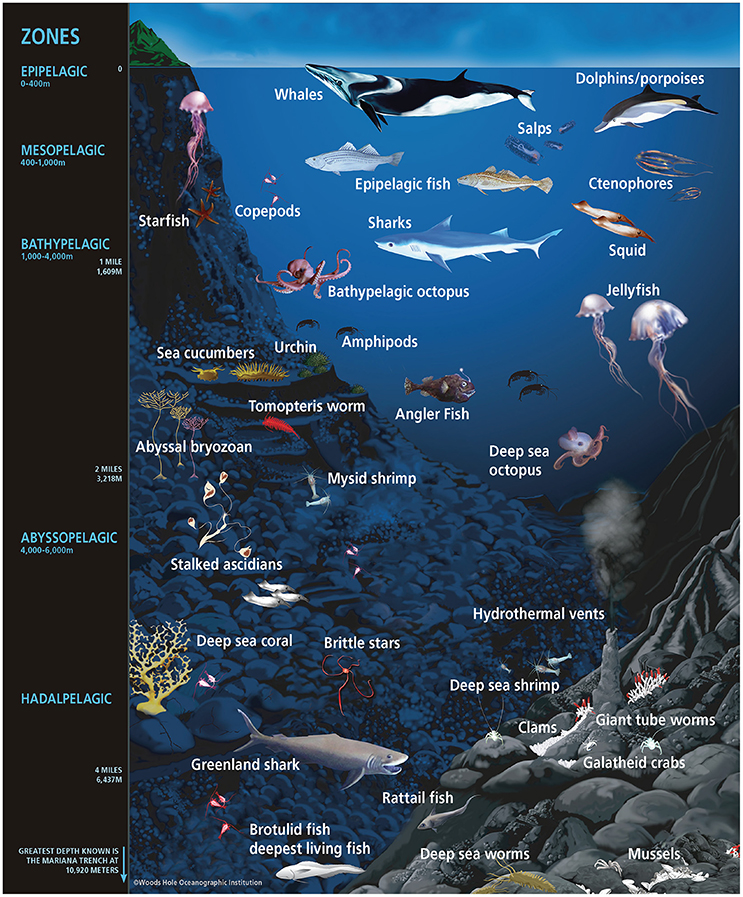
بعض الأمثلة التمثيلية لحياة حيوانات المحيط (غير مرسومة بمقياس رسم) داخل بيئاتها الإيكولوجية التقريبية المحددة بالعمق. توجد الكائنات الحية الدقيقة البحرية على أسطح وداخل أنسجة وأعضاء الحياة المتنوعة التي تسكن المحيط، عبر جميع بيئات المحيط.

### مصبات الأنهار
توجد مصبات الأنهار أيضًا بالقرب من الشاطئ وتتأثر بالمد والجزر. مصب النهر هو مسطح مائي ساحلي محاط جزئيًا يتدفق فيه نهر أو أكثر أو جداول مائية وله اتصال حر بالبحر المفتوح. تشكل مصبات الأنهار منطقة انتقالية بين بيئات الأنهار ذات المياه العذبة والبيئات البحرية المالحة. وهي تخضع لتأثيرات بحرية - مثل المد والجزر والأمواج وتدفق المياه المالحة - وتأثيرات نهرية - مثل تدفقات المياه العذبة والرواسب. توفر التدفقات المتغيرة لكل من مياه البحر والمياه العذبة مستويات عالية من المغذيات في كل من عمود الماء والرواسب، مما يجعل مصبات الأنهار من بين أكثر الموائل الطبيعية إنتاجية في العالم.

### الشعابالمرجانية
تمثل النوع الغالب من النظم الايكولوجية في المناطق الاستوائية حيث تقل فيها الموجات الدافئة أو مدخلات المياه العذبة. وهذه الشعاب هامة بالنسبة للبلدان الجزرية، إلا أنها ضعيفة، وغنية بالتنوع البيولوجي وتتأثر بشدة بجريان المياه الداخلية والنشاطات الداخلية.
الأرصفة القارية رخوة القاع: التي تظهر أمام نظم دلتا الأنهار الكبرى التي يحصلون منها على الترسبات الدقيقة التي تعتبر من سماتها (مثل الحصى والرمال والوحل). وتتأثر هذه الترسبات، التي تمتد إلى عمق 200 متر، عادة بقوة بمخلفات الأنهار التي يحصلون منها على إنتاجيتها العالية، والتي تحكم تغيراتها الطبيعية.

### المحيطات المفتوحة
تمثل أكبر مساحة وحجم للنظم الايكولوجية البحرية على الرغم من أن إنتاجها البيولوجي والسمكي بحسب وحدة المساحة يقل كثيرا عن النظم الايكولوجية الأخرى. والجبال البحرية عنصر ملحوظ من عناصر النظم الايكولوجية للمحيطات المفتوحة وتأوي بعض الموارد الضعيفة طويلة العمر التي تعيش في أعماق البحار (مثل القوقع البرتقالية(المحيطات المتجمدة: (أي المحيط المتجمد الجنوبي والمحيط المتجمد الشمالي) تعتبر من النظم الايكولوجية المعنية عالية الإنتاجية في مواسم معينة وتتسم بالعمليات النشطة الغنية بالمغذيات التي تدفعها التيارات البحرية والتي تعتمد عليها الموارد السمكية الهامة (مثل الأسماك والكريل والحيتان والقشريات الصغيرة) وغير ذلك من الأنواع (مثل الطيور البحرية والفقمة).

### أعماق البحار والخنادق
أعمق خندق محيطي حتى الآن هو خندق ماريانا، بالقرب من الفلبين، في المحيط الهادئ ويبلغ عمقه 10,924 مترًا (35,840 قدمًا). في مثل هذه الأعماق، يكون ضغط الماء شديدًا ولا يوجد ضوء الشمس، ولكن بعض الكائنات الحية لا تزال موجودة. وقد شاهد طاقم الغواصة "ترييستي" سمكة مفلطحة بيضاء، وروبيانًا، وقنديل بحر عندما غاصت إلى القاع في عام 1960، مما أدى إلى جدل علمي حول احتمالية بقاء الأسماك العظمية على قيد الحياة في مثل هذه المياه العميقة. وقد رفض الإجماع العلمي العام إمكانية رؤية سمكة مفلطحة في مثل هذه الأعماق.
بشكل عام، يعتبر قاع البحر العميق يبدأ من المنطقة المظلمة، وهي النقطة التي يفقد فيها ضوء الشمس قدرته على الانتقال عبر الماء. تمتلك العديد من أشكال الحياة التي تعيش في هذه الأعماق القدرة على إنتاج ضوء خاص بها يعرف باسم الضيائية الحيوية. تزدهر الحياة البحرية أيضًا حول الجبال البحرية التي ترتفع من الأعماق، حيث تتجمع الأسماك والكائنات البحرية الأخرى للتكاثر والتغذية. تعمل الفتحات الحرارية المائية على طول مراكز انتشار منتصف المحيط بمثابة واحات، وكذلك نظيراتها، وهي التسربات الباردة. تدعم هذه الأماكن أنظمة بيئية فريدة واُكتشفت العديد من الميكروبات والكائنات الحية الجديدة في هذه المواقع. لا يزال هناك الكثير لنتعلمه عن الأجزاء العميقة من المحيط.

## الحياة البحرية

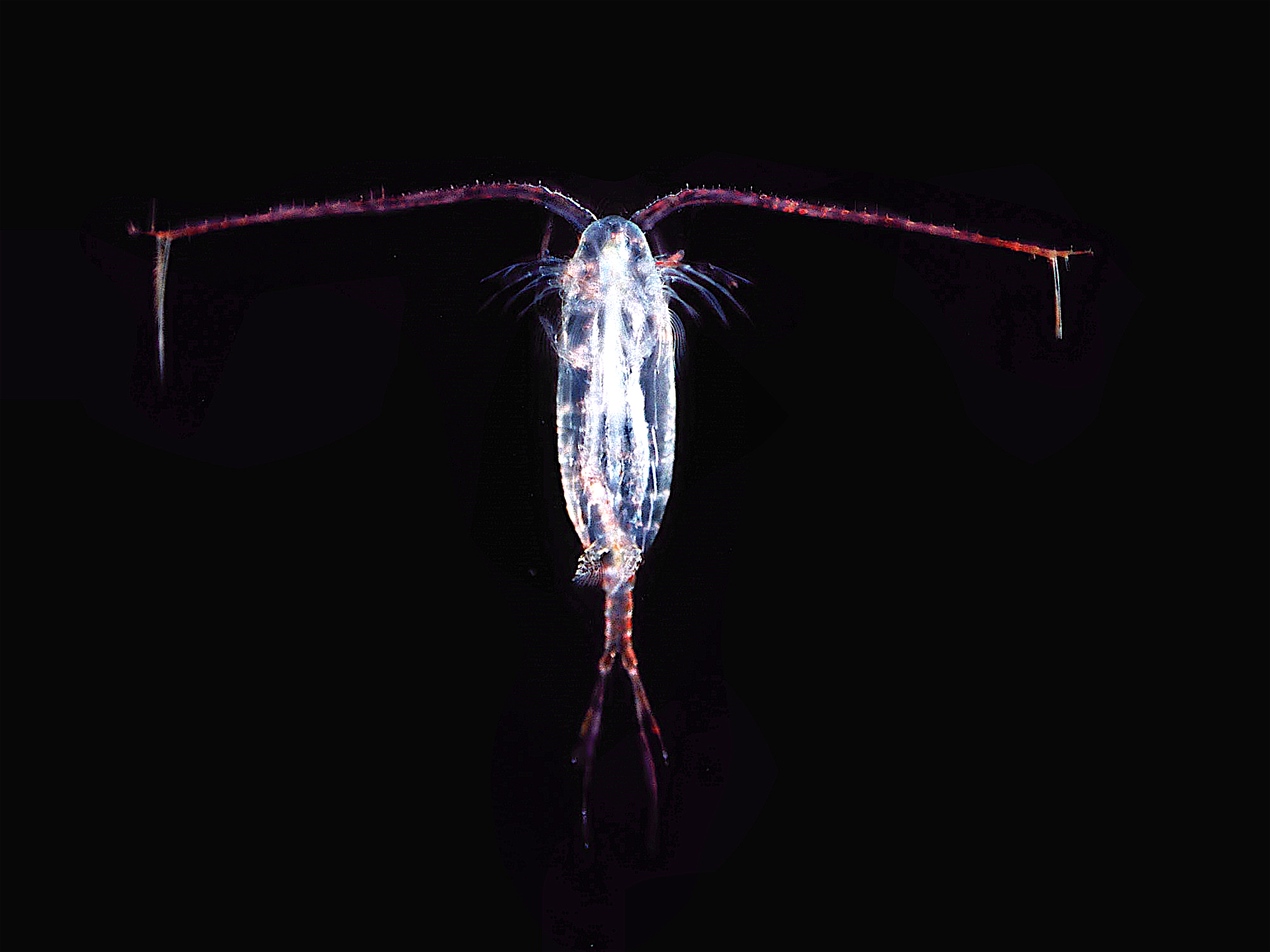
مجذافيات الأرجل

في علم الأحياء، العديد من الشعب والفصائل والأجناس لديها بعض الأنواع التي تعيش في البحر وأنواع أخرى تعيش على اليابسة. يصنف علم الأحياء البحرية الأنواع بناءً على بيئتها بدلاً من تصنيفها. لهذا السبب، لا يشمل علم الأحياء البحرية الكائنات الحية التي تعيش فقط في البيئة البحرية، بل يشمل أيضًا الكائنات الحية الأخرى التي تتمحور حياتها حول البحر.

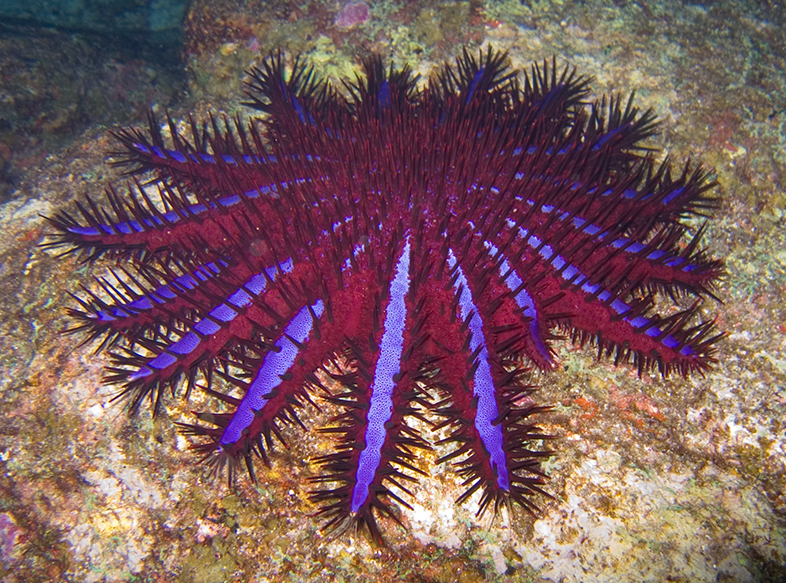
نجم البحر المكلل بالشوك

### الحياة المجهرية
بصفتها سكان أكبر بيئة على وجه الأرض، تدفع الأنظمة الميكروبية البحرية التغيرات في كل نظام عالمي. الكائنات الدقيقة مسؤولة عن جميع عمليات التمثيل الضوئي التي تحدث في المحيط تقريبًا، بالإضافة إلى دورة الكربون والنيتروجين والفوسفور والمغذيات الأخرى والعناصر الشحيحة.الحياة المجهرية تحت سطح البحر متنوعة بشكل لا يصدق ولا تزال غير مفهومة بشكل جيد. على سبيل المثال، بالكاد اُكتشف دور الفيروسات في النظم البيئية البحرية حتى في بداية القرن الحادي والعشرين.
دور العوالق النباتية مفهوم بشكل أفضل بسبب موقعها الحاسم كأكثر المنتجين الأوليين عددًا على وجه الأرض. تُصنف العوالق النباتية إلى البكتيريا الزرقاء (وتسمى أيضًا الطحالب/البكتيريا الخضراء المزرقة)، وأنواع مختلفة من الطحالب (الحمراء والخضراء والبنية والصفراء المخضرة)، والدياتومات، والسوطيات الدوارة، واليوغلينيات، والبذيرات الجيرية، ومخفيات النبت، والطحالب الذهبية، والخيضورات، والبراسينوفيتات، والسيليكوفلاجيلات.
تميل العوالق الحيوانية إلى أن تكون أكبر إلى حد ما، وليست جميعها مجهرية. العديد من الأوليات هي عوالق حيوانية، بما في ذلك السوطيات الدوارة، والسوائط الحيوانية، والمنخربات، والشعوعيات. بعض هذه الكائنات (مثل السوطيات الدوارة) هي أيضًا عوالق نباتية؛ وغالبًا ما يختفي التمييز بين النباتات والحيوانات في الكائنات الصغيرة جدًا. تشمل العوالق الحيوانية الأخرى اللاسعات، والمشطيات، والديدان السهمية، والرخويات، ومفصليات الأرجل، والغلاليات، والحلقيات مثل كثيرات الأشعار. تبدأ العديد من الحيوانات الأكبر حجمًا حياتها كعوالق حيوانية قبل أن تكبر بما يكفي لاتخاذ أشكالها المألوفة. ومن الأمثلة على ذلك يرقات الأسماك ونجوم البحر (وتسمى أيضًا نجم البحر).

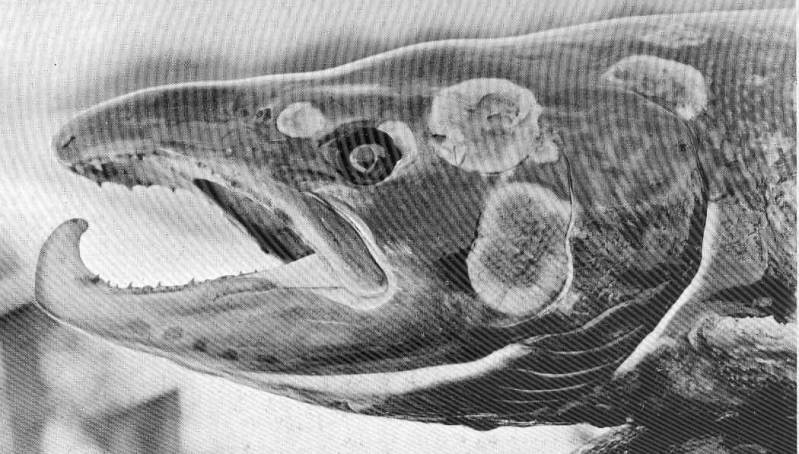
سمك السلمون الناضج المصاب بمرض فطري

### النباتات والطحالب
توفر الطحالب والنباتات المجهرية بيئات مهمة للحياة، حيث تعمل أحيانًا كمخابئ للأشكال اليرقية للأسماك الكبيرة وأماكن لتغذية اللافقاريات. تنتشر الحياة الطحلبية وتتنوع بشكل كبير تحت المحيط. تساهم الطحالب الضوئية المجهرية بنسبة أكبر من الناتج الضوئي في العالم مقارنة بجميع الغابات الأرضية مجتمعة. وتشغل الطحالب الكبيرة في المحيط، مثل السرجس وعشب البحر (التي تُعرف عادة بالأعشاب البحرية التي تُنشئ غابات العشب البحري)، معظم المكان الذي تحتله النباتات الفرعية على اليابسة.
غالبًا ما توجد النباتات التي تعيش في البحر في المياه الضحلة، مثل نجيل بحري (أمثلة على ذلك ثعبانية السمك حزامية، وعشب السلاحف ثالاسيا). وقد تكيفت هذه النباتات مع الملوحة العالية لبيئة المحيط. وتعد منطقة المد والجزر أيضًا مكانًا جيدًا للعثور على الحياة النباتية في البحر، حيث قد تنمو الأيكة الساحلية أو عشب الحبل أو قصب الرمال.
يعتمد عليها غذاء رئيسياً في بعض الدول مثل اليابان، كما يستخرج منها مادة الآجار والالجين وتستخدم الأولى في صنع أطباق الحلوى (الجيلي) والمسهلات الطبية ومركبات السلفا والفيتامينات. وتستخدم مادة الالجين (التي تتميز بلزوجتها وعدم مساميتها) في صناعة المواد والغطاءان غير المنفذة للمياه.

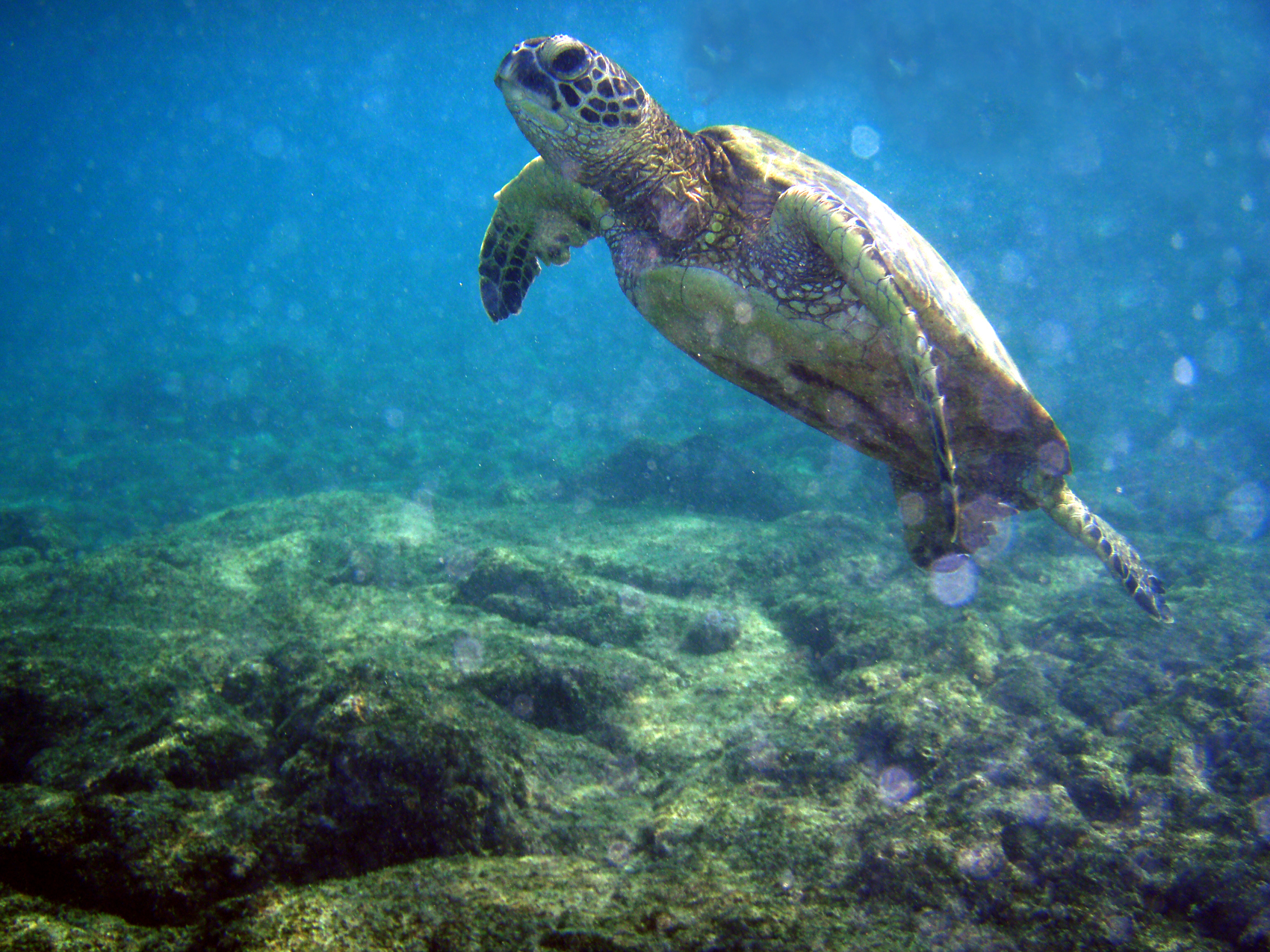
لجأة خضراء

### اللافقاريات
مثلما هو الحال على اليابسة، تشكل اللافقاريات (أو الحيوانات التي تفتقر إلى عمود فقري) جزءًا كبيرًا من جميع أشكال الحياة في البحر. تشتمل الحياة البحرية من اللافقاريات على اللاسعات، مثل قناديل البحر وشقائق النعمان البحرية. المشطيات، ديدان البحر، بما في ذلك شعب الديدان المسطحة، والديدان الخرطومية، والديدان الحلقية، وديدان الفستق، وأفعوانيات الذيل، وديدان سهمية، وديدان حدوية. الرخويات، وتشمل المحار والسبيدجوالأخطبوط. المفصليات، وتشمل كلابيات القرون والقشريات، الإسفنجيات، الحيوانات الحزازية، شوكيات الجلد، وتشمل نجوم البحر، الغلاليات، وتشمل الكيسيات.

### الفطريات
يوجد أكثر من 10,000 نوع من الفطريات المعروفة في البيئات البحرية. هذه الفطريات إما طفيلية على الطحالب البحرية أو الحيوانات، أو تغذية ترممية على الطحالب، أو المرجان، أو أكياس الأوليات، أو الحشائش البحرية، أو الخشب، أو ركائز أخرى، ويمكن العثور عليها أيضًا في زبد البحر. تحمل أبواغ العديد من الأنواع زوائد خاصة تسهل ارتباطها بالركيزة. وتنتج الفطريات البحرية مجموعة متنوعة جدًا من المستقلبات الثانوية غير العادية.

### الفقاريات البحرية

#### السمك
جَرى وصف ما يقرب من 33,400 نوع من الأسماك، بما في ذلك الأسماك العظمية والغضروفية، بحلول عام 2016، وهي تشكل عددًا أكبر من جميع الفقاريات الأخرى مجتمعة. يعيش حوالي 60% من أنواع الأسماك في المياه المالحة. تساهم الثروة السمكية في تطور الاقتصاد البشري، وتتركز المصايد العالمية أمام سواحل شمال شرق الولايات المتحدة الأمريكية، والسواحل الغربية لكندا والساحل الغربي لأمريكا الجنوبية، والسواحل الشرقية لأسيا.

#### الزواحف
تشمل الزواحف التي تسكن البحر أو ترتاده بشكل متكرر سلاحف البحر، وثعابين البحر، وسلحفاة المياه العذبة، والإيغوانا البحرية، وتمساح المياه المالحة. معظم الزواحف البحرية الموجودة حاليًا، باستثناء بعض ثعابين البحر، بيوضية (تتكاثر بالبيض) وتحتاج إلى العودة إلى اليابسة لوضع بيضها. وبالتالي، فإن معظم الأنواع، باستثناء سلاحف البحر، تقضي معظم حياتها على اليابسة أو بالقرب منها بدلاً من المحيط. على الرغم من تكيفاتها البحرية، تفضل معظم ثعابين البحر المياه الضحلة القريبة من اليابسة، وحول الجزر، وخاصة المياه المحمية إلى حد ما، وكذلك بالقرب من مصبات الأنهار. جرى تطور بعض الزواحف البحرية المنقرضة، مثل الإكتيوصور، لتصبح ولودية (تتكاثر بالولادة) ولم تكن بحاجة للعودة إلى اليابسة.

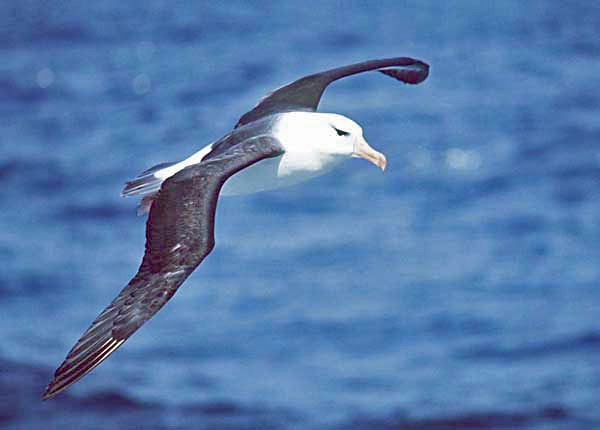
طائر القطرس يحوم فوق المحيط بحثًا عن فريسة.

#### الطيور
تُعرف الطيور المتكيفة مع العيش في البيئة البحرية غالبًا بالطيور البحرية. من أمثلتها طيور القطرس والبطاريق والأخرق وطيور الأوك. على الرغم من أنها تقضي معظم حياتها في المحيط، فإن أنواعًا مثل النوارس يمكن أن تُرى غالبًا على بعد آلاف الأميال داخل اليابسة.

#### الثدييات
توجد خمسة أنواع رئيسية من الثدييات البحرية: الحوتيات (الحيتان المسننة والحيتان البالينية)؛ الخيلانيات مثل خراف البحر؛ زعنفيات الأقدام بما في ذلك الفقمات والفظ؛ القضاعة البحرية؛ والدب القطبي. جميعها تتنفس الهواء، مما يعني أنه في حين يمكن لبعضها مثل حوت العنبر الغوص لفترات طويلة، يجب على جميعها العودة إلى السطح للتنفس.

## الحقول الفرعية
النظام البيئي البحري كبير، وبالتالي هناك العديد من التخصصات الفرعية لعلم الأحياء البحرية. معظمها تتضمن دراسة تخصصات مجموعات حيوانية معينة، مثل علم الطحالب، علم الحيوان اللافقاري وعلم الأسماك. تخصصات فرعية أخرى تدرس الآثار الفيزيائية للغمر المستمر في مياه البحر والمحيطات بشكل عام، والتكيف مع بيئة مالحة، وآثار تغير الخصائص المحيطية المختلفة على الحياة البحرية. أحد التخصصات الفرعية لعلم الأحياء البحرية يدرس العلاقات بين المحيطات والحياة المحيطية، والاحتباس الحراري والقضايا البيئية (مثل إزاحة ثاني أكسيد الكربون). ركزت التكنولوجيا الحيوية البحرية الحديثة بشكل كبير على الجزيئات الحيوية البحرية، وخاصة البروتينات، التي قد يكون لها استخدامات في الطب أو الهندسة. البيئات البحرية هي موطن للعديد من المواد البيولوجية الغريبة التي قد تلهم مواد تحاكي الطبيعة.
من خلال المراقبة المستمرة للمحيط، اُكتشفت حياة بحرية يمكن استخدامها لإنشاء علاجات لأمراض معينة مثل السرطان واللوكيميا. بالإضافة إلى ذلك، اُنشئ الزيكونوتيد، وهو دواء معتمد يستخدم لعلاج الألم، من حلزون يعيش في المحيط.

### المجالات ذات الصلة
علم الأحياء البحري هو فرع من فروع علم الأحياء. يرتبط ارتباطًا وثيقًا بعلم المحيطات، وخاصة علم المحيطات البيولوجي، وقد يعتبر مجالًا فرعيًا من علم البحار. كما أنه يشمل العديد من الأفكار من علم البيئة. يمكن اعتبار علم مصايد الأسماك وحفظ البيئة البحرية فرعين جزئيين لعلم الأحياء البحرية (بالإضافة إلى الدراسات البيئية). علم الكيمياء البحرية [الإنجليزية]، وعلم المحيطات الفيزيائي، وعلوم الغلاف الجوي مرتبطة أيضًا ارتباطًا وثيقًا بهذا المجال.

## العوامل المؤثرة في التوزيع
موضوع بحثي نشط في علم الأحياء البحرية هو اكتشاف ورسم خرائط دورات حياة الأنواع المختلفة وأين تقضي وقتها. تشمل التقنيات التي تساعد في هذا الاكتشاف علامات الأرشيف الفضائي المنبثقة، والعلامات الصوتية، ومجموعة متنوعة من مسجلات البيانات الأخرى. يدرس علماء الأحياء البحرية كيف تؤثر التيارات البحرية والمد والجزر والعديد من العوامل المحيطية الأخرى على أشكال الحياة البحرية، بما في ذلك نموها وتوزيعها ورفاهيتها. لم يصبح هذا ممكناً من الناحية الفنية إلا مؤخراً مع التقدم في نظام تحديد المواقع العالمي (GPS) والأجهزة المرئية الجديدة تحت الماء.
معظم الحياة البحرية تتكاثر في أماكن محددة، وتبني أعشاشها في أماكن أخرى، وتقضي وقتاً كصغار في أماكن أخرى، وفي مرحلة البلوغ في أماكن أخرى أيضاً. لا يزال العلماء يعرفون القليل عن الأماكن التي تقضي فيها العديد من الأنواع أجزاء مختلفة من دورات حياتها، خاصة في سنوات الرضاعة والشباب. على سبيل المثال، لا يزال مجهولاً إلى حد كبير أين تسافر صغار السلاحف البحرية وبعض أسماك القرش في السنة الأولى من حياتها. أدت التطورات الأخيرة في أجهزة التتبع تحت الماء إلى تسليط الضوء على ما نعرفه عن الكائنات البحرية التي تعيش في أعماق المحيطات الكبيرة. المعلومات التي توفرها علامات الأرشيف الفضائي المنبثقة تساعد في تحديد أوقات إغلاق الصيد لأنواع معينة من السنة وتطوير المناطق البحرية المحمية. هذه البيانات مهمة لكل من العلماء والصيادين، لأنهم يكتشفون أنه من خلال تقييد الصيد التجاري في منطقة صغيرة واحدة، يمكن أن يكون لهم تأثير كبير في الحفاظ على صحة تجمعات الأسماك في منطقة أكبر بكثير.

## التاريخ
تعود دراسة علم الأحياء البحرية إلى أرسطو (384-322 قبل الميلاد)، الذي أجرى العديد من الملاحظات على الحياة في البحر حول جزيرة لسبوس، مما وضع الأساس للعديد من الاكتشافات المستقبلية. في عام 1768، نشر صامويل غوتليب جملين (1744-1774) كتاب هيستوريا فوكوروم، وهو أول عمل مخصص للطحالب البحرية وأول كتاب في علم الأحياء البحرية يستخدم التسمية الثنائية الجديدة لينيوس. وقد تضمن رسومًا توضيحية مفصلة للأعشاب البحرية والطحالب البحرية على أوراق مطوية. يعتبر عالم الطبيعة البريطاني إدوارد فوربس (1815-1854) عمومًا مؤسس علم الأحياء البحرية. تسارعت وتيرة دراسات علم المحيطات وعلم الأحياء البحرية بسرعة خلال القرن التاسع عشر.

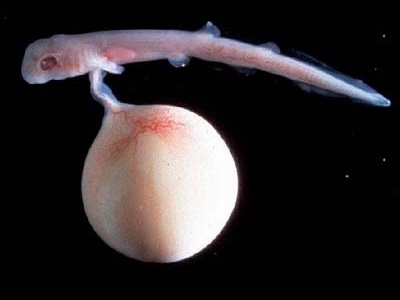
سجل أرسطو أن جنين سمكة القرش كان مرتبطًا بحبل بنوع من المشيمة (كيس الصفار).

غذت الملاحظات التي تمت في الدراسات الأولى لعلم الأحياء البحرية عصر الاكتشاف والاستكشاف الذي تبع ذلك. خلال هذا الوقت، اُكتسب قدر كبير من المعرفة حول الحياة الموجودة في محيطات العالم. ساهمت العديد من الرحلات بشكل كبير في هذه المعرفة. من أهمها رحلات سفينة بيغل حيث توصل تشارلز داروين إلى نظرياته في التطور وتكون الشعاب المرجانية. رحلة استكشافية أخرى مهمة قامت بها سفينة إتش إم إس تشالنجر، حيث اُكتشف تنوع أنواع الحيوانات غير المتوقع، مما حفز الكثير من التنظير من قبل علماء بيئة السكان حول كيفية الحفاظ على مثل هذه التنوعات من الحياة فيما كان يُعتقد أنها بيئة معادية. كانت هذه الحقبة مهمة لتاريخ علم الأحياء البحرية، لكن علماء الطبيعة ظلوا مقيدين في دراساتهم لأنهم افتقروا إلى التكنولوجيا التي تسمح لهم بفحص الأنواع التي تعيش في الأجزاء العميقة من المحيطات بشكل كافٍ.
كان إنشاء المختبرات البحرية مهمًا لأنه سمح لعلماء الأحياء البحرية بإجراء البحوث ومعالجة عيناتهم من الحملات الاستكشافية. تأسس أقدم مختبر بحري في العالم، المحطة البيولوجية في روزكوف، في كنكارنو بفرنسا، وأنشأه كوليج دو فرانس عام 1859. في الولايات المتحدة، يعود تاريخ معهد سكريبس لعلوم المحيطات إلى عام 1903، بينما تأسس معهد وودز هول لعلوم المحيطات البارز عام 1930. سمح تطوير التكنولوجيا مثل السونار، ومعدات الغوص بالسكوبا، والغاطسة والمركبات التي تعمل عن بعد لعلماء الأحياء البحرية باكتشاف واستكشاف الحياة في المحيطات العميقة التي كان يُعتقد سابقًا أنها غير موجودة. استمر الاهتمام العام بالموضوع في التطور في سنوات ما بعد الحرب مع نشر ثلاثية راشيل كارسون البحرية (1941-1955).
في عام 1960، هبطت الغواصة الاستكشافية ترييستي إلى أبعد نقطة وصل إليها الإنسان حتى الآن، حيث وصلت إلى قاع خندق تشالنجر بعمق 35,797 قدمًا. قاد السفينة جاك بيكار ودون والش، وساهمت اكتشافاتهم في قاع المحيط في تعزيز النقاش والاهتمام العلمي بالحياة في منطقة الأخاديد القاعية العميقة.

## وصلات خارجية
- علم الأحياء البحرية على مشروع الدليل المفتوح